# 中山尚三
中山 尚三（なかやま しょうぞう、1939年（昭和13年）6月21日 - ）は実業家。豊田自動織機相談役。同社元代表取締役副会長。

## 来歴
1939年、三重県に出生。 明治大学工学部卒業。
1962年、明大を卒業し、トヨタグループの本家にあたる株式会社豊田自動織機製作所（現・豊田自動織機）に入社。後に、同社の事業の中核を形成することになるコンプレッサー事業の立ち上げを担う。同社コンプレッサーは、ダイムラー、フォルクスワーゲン、ゼネラルモーターズなど、国内外の主要自動車メーカーから採用され、世界No.1シェアを獲得するに至り、同社の事業発展に大きな貢献を果たした。

## 略歴
- 1939年 明治大学工学部卒業
- 1939年 豊田自動織機製作所（現豊田自動織機）入社
- 1985年 コンプレッサー事業部技術部長兼品質保証部長
- 1985年 取締役
- 1993年 常務取締役
- 1997年 専務取締役
- 1999年 代表取締役副社長
- 2005年 代表取締役副会長